# エリング・カルセン
エリング・カルセン (Elling Carlsen)とは、ノルウェーの船長、アザラシ漁師、探検家。

## 経歴・人物
コングカルルス諸島の発見に関わり、1872年のオーストリア＝ハンガリー帝国による北極探検にも参加した。また、1871年にはウィレム・バレンツが3度目および最後の遠征で滞在した小屋を発見した。